# Schnapp Dir das Geld!
Schnapp Dir das Geld! war eine deutsche Spielshow, die von Annett Möller moderiert und erstmals am 1. Dezember 2016 auf dem Privatsender RTL ausgestrahlt wurde. Die Sendung basiert auf dem Format „Take the Money and Run“, das bereits 2011 mit sechs Folgen beim US-amerikanischen Fernsehsender ABC zu sehen war.

## Konzept
Am Anfang sucht die Moderatorin in einer Fußgängerzone oder an einem vergleichbaren Ort nach zwei geeigneten Kandidaten, die in einer persönlichen Beziehung zueinander stehen und sich gegenseitig vertrauen. Dort spricht sie mit mehreren Passanten und entscheidet sich für ein Kandidatenpaar, das im Anschluss seine Aufgabe erfährt.  
Die Kandidaten müssen innerhalb von einer Stunde einen Koffer verstecken. Nach Ablauf der Zeit werden die Kandidaten von den Ermittlern „verhaftet“, voneinander getrennt und isoliert. Anschließend haben die vier Ermittler 30 Stunden Zeit, den versteckten Koffer aufzuspüren. Zwei Ermittler suchen fortan draußen nach dem Koffer, zwei weitere befragen die beiden Kandidaten. Die Ermittler können dabei auf die GPS-Daten des Fahrzeugs sowie auf die aufgezeichneten Telefondaten zugreifen.  
Finden die Ermittler den Koffer in der vorgegebenen Zeit, verlieren die Kandidaten. Gelingt es den Ermittlern nicht, gewinnen die Kandidaten 30.000 Euro.

## Ermittler
Die in der Sendung auftretenden Ermittler waren der Kriminalist Axel Petermann, die Kriminalpsychologin Lydia Benecke, der Kriminalbeamte Marc Burdorf und der Zivilfahnder Dirk Vennemann.

## Episoden
| Folge | Datum             | Team                   | Team                    | Team               | Gewinn   |
| Folge | Datum             | Kandidat 1             | Kandidat 2              | Beziehung          | Gewinn   |
| ----- | ----------------- | ---------------------- | ----------------------- | ------------------ | -------- |
| 1     | 1. Dezember 2016  | Moritz (20) aus Aachen | Carsten (24) aus Aachen | Freunde            | 0 €      |
| 2     | 8. Dezember 2016  | Birgit (47) aus Köln   | Vanessa (19) aus Köln   | Mutter und Tochter | 30.000 € |
| 3     | 15. Dezember 2016 | Annika (20) aus Köln   | Marvin (25) aus Köln    | Liebespaar         | 0 €      |
| 4     | 22. Dezember 2016 | Marc (27) aus Bonn     | Hewin (31) aus Bonn     | Liebespaar         | 0 €      |

## Quoten
| Folge | Datum             | Zuschauer | Zuschauer       | Marktanteil | Marktanteil     | Quelle |
| Folge | Datum             | Gesamt    | 14 bis 49 Jahre | Gesamt      | 14 bis 49 Jahre | Quelle |
| ----- | ----------------- | --------- | --------------- | ----------- | --------------- | ------ |
| 1     | 1. Dezember 2016  | 2,27 Mio. | 0,93 Mio.       | 10,1 %      | 11,5 %          | [ 5 ]  |
| 2     | 8. Dezember 2016  | 2,12 Mio. | 1,02 Mio.       | 9,4 %       | 12,3 %          | [ 5 ]  |
| 3     | 15. Dezember 2016 | 1,82 Mio. | 0,78 Mio.       | 8,3 %       | 10,0 %          | [ 5 ]  |
| 4     | 22. Dezember 2016 | 1,84 Mio. | 0,87 Mio.       | 7,3 %       | 9,5 %           | [ 5 ]  |